# نادي آل بدير
نادي آل بدير الرياضي هو فريق كرة قدم عراقي مقره في القادسية، يلعب في الدوري العراقي الدرجة الثانية.

## روابط خارجية
- نادي آل بدير على Goalzz.com
- أندية العراق - تواريخ التأسيس